# Енгадін
46°32′59″ пн. ш. 9°53′45″ сх. д. / 46.5497° пн. ш. 9.8959° сх. д.

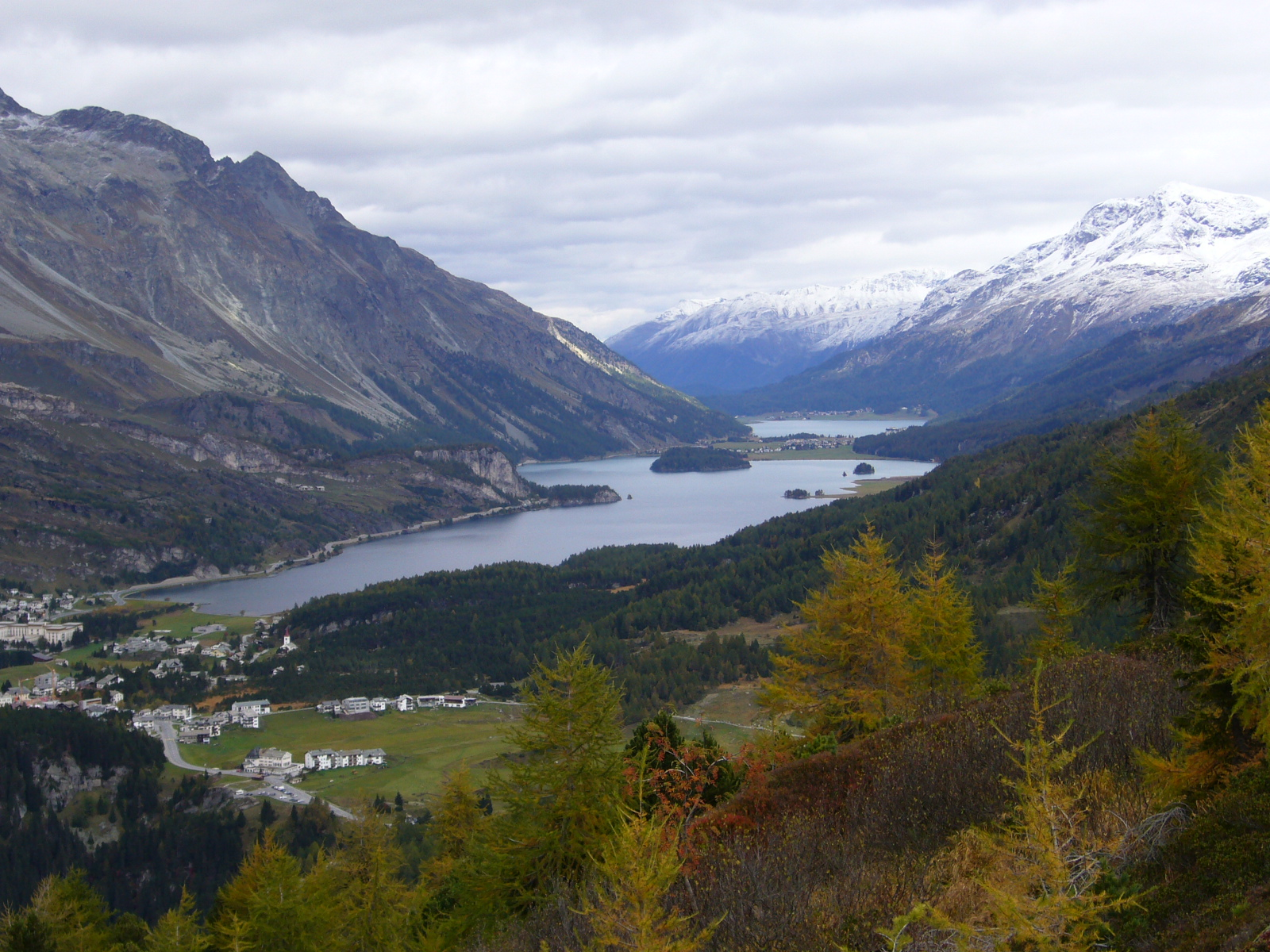
Верхній Енґадін, вид з-під вершини Мотта Салачіна в напрямку північного сходу на озеро Зільсерзее, на передньому плані зліва — Малоя.

Енгадін (ромш. Engiadina, італ. Engadina, походить від романшської назви річки Інн: En) — високогірна долина у швейцарському кантоні Граубюнден. Це одна з найвищих населених долин Європи і має довжину більше 80 км. Вона утворює верхню частину долини річки Інн та ділиться на верхній та нижній Енґадін. Ці дві частини гірської долини розділяє Пунт-Ота біля Бройля.

## Географія

### Верхній Енгадін
Для верхнього Енгадіну (ромш. Engiadin'Ota) характерне рівне дно долини (нім. Talboden), що лежить на висоті 1600—1800 м. Тут розташовані численні озера (Енгадінське поозер'я: Зільзерзее, Сілвапланське озеро, озеро Чампфер та озеро Санкт-Моріц). У лісах розповсюджені сосни та модрини; є льодовики — особливо в бокових долинах. Через своє географічне положення в цій долині переважають кліматичні зони від високогірної до субальпійської, а зима тут — одна з найхолодніших серед альпійських долин. Галявини в долині оточені крутими схилами, над якими височіють снігові вершини. На тіньових схилах на півдні тягнуться хвойні ліси, а над ними — альпійські галявини; можна добре розрізнити горизонтальну межу. Верхній Енгадін через перевал Берніна з'єднується з долиною Пушлав (Поск'яво), а через перевал Малоя — з долиною Брегалья. На півночі Юлійський перевал з'єднує його з Верхнім Гальбштайном, а перевал Альбула — з долиною річки Альбули. Північно-східна частина верхнього Енгадіну в напрямку нижнього Енгадіну називається Ла Плайв.

#### Поселення у Верхньому Енгадіні
Малоя, Зільс, Сільваплана, Сурлей, Чампфер, Санкт-Моріц, Челеріна, Понтрезіна, Самедан, Бевер, Ла-Пунт-Чамуещ, Мадулайн, Цуоц, Щанф, Цінуощел.

### Нижній Енгадін
У нижньому Енгадіні (ромш. Engiadina Bassa) перепад висот більш суттєвий (від 1610 до 1019 м).
Нижній Енгадін з'єднується через перевал Флюела із долиною Ландвассеру біля Давоса, а через перевал Офен із долиною Валь-Мюштайр. Окрім того, з 1999 року існує залізничне сполучення до Преттігау через тунель Ферайна, який разом із Юлійським перевалом (взимку може бути закритий) та залізницею Альбула у Верхньому Енгадіні є практично єдиним сполученням з рештою Швейцарії, яке відкрите цілий рік.